# Ron Crawford
Ron Crawford, né le 11 octobre 1945 à Tampa (Floride), est un acteur américain.

## Filmographie

### Cinéma
- 1994 : Home of Angels : le joueur de cartes
- 2006 : Arthur et les Minimoys : Archibald
- 2007 : Christmas Story : Gideon
- 2008 : Our Feathur Presentation : Alexander Weever
- 2009 : Arthur et la vengeance de Maltazard : Archibald
- 2009 : Stingray Sam
- 2010 : Arthur 3 : La Guerre des deux mondes : Archibald

### Télévision
- 2000 : Spin City : le juge
- 2001 : Ed